# Chartum (prowincja)
Chartum (arab. الخرطوم = Al-Chartum) – prowincja w środkowym Sudanie.
W jej skład wchodzi 7 dystryktów:
1. Chartum
2. Umm Badda
3. Omdurman
4. Karari
5. Chartum Północny
6. Szark an-Nil
7. Chartum Południowy